# Albertine (sång)
"Albertine" är den åttonde singeln av den nyzeeländska sångerskan Brooke Fraser. 
Singeln släpptes den 9 juli 2007 som den tredje och sista singeln från hennes andra studioalbum med samma titel: Albertine. Den var den första av Frasers singlar som inte kom in på den nyzeeländska singellistan.